# 525 هـ
525 هـ هي سنة في التقويم الهجري امتدت مقابلةً في التقويم الميلادي بين سنتي 1130 و1131.

## أحداث
- الحافظ ابن عساكر يعود إلى دمشق واستقر بها فترة بعد رحلاته التي استغرقت خمس سنوات.

## مواليد
- ابن خروف، من كبار اللغويين الأندلسيين.

## وفيات
- عين القضاة الهمداني
- مالك بن وهيب الأندلسي، فقيه وأديب وفيلسوف أندلسي ومستشار الأمير علي بن يوسف بن تاشفين.
- أبي العلاء بن زهر، طبيب وشاعر أندلسي.